# Championnat de Finlande féminin de football
Le championnat de Finlande de football féminin, appelé initialement Naisten Liiga, est une compétition de football féminin opposant les dix meilleurs clubs de Finlande, créée en 1971.

## Palmarès
| - 1971 – HJK Helsinki - 1972 – HJK Helsinki - 1973 – HJK Helsinki - 1974 – HJK Helsinki - 1975 – HJK Helsinki - 1976 – Kemin Into - 1977 – Kemin Into - 1978 – TPS - 1979 – HJK Helsinki - 1980 – HJK Helsinki - 1981 – HJK Helsinki - 1982 – Puotinkylän Valtti - 1983 – Puotinkylän Valtti - 1984 – HJK Helsinki - 1985 – Kaunis Nainen Futis - 1986 – HJK Helsinki - 1987 – HJK Helsinki - 1988 – HJK Helsinki - 1989 – PP-Futis - 1990 – Helsinki United |  | - 1991 – HJK Helsinki - 1992 – HJK Helsinki - 1993 – FC Kontu - 1994 – Malmin Palloseura - 1995 – HJK Helsinki - 1996 – HJK Helsinki - 1997 – HJK Helsinki - 1998 – HJK Helsinki - 1999 – HJK Helsinki - 2000 – HJK Helsinki - 2001 – HJK Helsinki - 2002 – FC United - 2003 – Malmin Palloseura - 2004 – FC United - 2005 – HJK Helsinki - 2006 – FC Honka - 2007 – FC Honka - 2008 – FC Honka - 2009 – Åland United - 2010 – PK-35 |  | - 2011 – PK-35 - 2012 – PK-35 - 2013 – Åland United - 2014 – PK-35 - 2015 – PK-35 - 2016 – PK-35 - 2017 – FC Honka - 2018 – PK-35 - 2019 – HJK Helsinki - 2020 – Åland United - 2021 – KuPS Kuopio - 2022 – KuPS Kuopio - 2023 – KuPS Kuopio - 2024 – HJK Helsinki |

## Bilan par clubs
| Club                                                            | Titres |
| --------------------------------------------------------------- | ------ |
| HJK Helsinki                                                    | 24     |
| PK-35                                                           | 7      |
| FC Honka                                                        | 4      |
| Åland United, KuPS Kuopio                                       | 3      |
| FC United, Malmin Palloseura, Puotinkylän Valtti, Kemin Into    | 2      |
| Kemin Into, Helsinki United, PP-Futis, Kaunis Nainen Futis, TPS | 1      |